# Vaszíliosz Botínosz
Vaszíliosz Botínosz, görögül: Βασίλειος Μποτίνος (Vólosz, 1944. október 19. – 2022. február 16.) válogatott görög labdarúgó, csatár.

## Pályafutása

### Klubcsapatban
1958 és 1964 között az Olimbiakósz Vólu, 1964 és 1972 között az Olimbiakósz labdarúgója volt. 1971-ben súlyos sérülést szenvedett. Az 1972–73-as idényben a Panejiáliosz csapatában folytatta, ahol 1973-ban öt hónapot játszott. Az 1973–74-es idényben a Panióniosz játékosaként fejezte be az aktív labdarúgást. Az Olimbiakósz csapatával két-két görög bajnoki címet és kupagyőzelmet ért el.

### A válogatottban
1967 és 1969 között 12 alkalommal szerepelt a görög válogatottban. és három gólt szerzett.

## Sikerei, díjai
Olimbiakósz
- Görög bajnokság
  - bajnok (2): 1965–66, 1966–67
- Görög kupa
  - győztes (2): 1968, 1971

## Statisztika

### Mérkőzései a görög válogatottban
| Görögország | Görögország        | Görögország                            | Görögország | Görögország | Görögország | Görögország  | Görögország | Görögország |
| #           | Dátum              | Helyszín                               | Hazai       | Eredmény    | Vendég      | Kiírás       | Gólok       | Esemény     |
| ----------- | ------------------ | -------------------------------------- | ----------- | ----------- | ----------- | ------------ | ----------- | ----------- |
| 1.          | 1967. február 15.  | Athén, Leofóru Alexándrasz Stadion     | Görögország | 4 – 0       | Líbia       | barátságos   | -           |             |
| 2.          | 1967. március 8.   | Athén, Leofóru Alexándrasz Stadion     | Görögország | 1 – 2       | Románia     | barátságos   | -           | 81'         |
| 3.          | 1967. május 10.    | Helsinki, Olimpiai Stadion             | Finnország  | 1 – 1       | Görögország | Eb-selejtező | -           |             |
| 4.          | 1967. július 16.   | Tbiliszi, Dinamo Stadion               | Szovjetunió | 4 – 0       | Görögország | Eb-selejtező | -           |             |
| 5.          | 1967. október 4.   | Pireusz, Karaiszkákisz Stadion         | Görögország | 4 – 1       | Ausztria    | Eb-selejtező | -           |             |
| 6.          | 1968. november 21. | Néa Filadélfia, Néa Filadélfia Stadion | Görögország | 4 – 1       | Egyiptom    | barátságos   | -           | 46'         |
| 7.          | 1968. december 11. | Pireusz, Karaiszkákisz Stadion         | Görögország | 4 – 2       | Portugália  | Eb-selejtező | -           |             |
| 8.          | 1969. március 12.  | Tel-Aviv, Bloomfield stadion           | Izrael      | 3 – 3       | Görögország | barátságos   | -           |             |
| 9.          | 1969. április 16.  | Pireusz, Karaiszkákisz Stadion         | Görögország | 2 – 2       | Románia     | vb-selejtező | -           |             |
| 10.         | 1969. május 4.     | Porto, Estádio das Antas               | Portugália  | 2 – 2       | Görögország | vb-selejtező | 1           | 60' 69'     |
| 11.         | 1969. október 15.  | Szaloniki, Kaftanzóglio Stadion        | Görögország | 4 – 1       | Svájc       | vb-selejtező | 2           | 40' 49' 64' |
| 12.         | 1969. november 16. | Bukarest, Augusztus 23. Stadion        | Románia     | 1 – 1       | Görögország | vb-selejtező | -           | 46'         |
|             | Összesen           |                                        |             | 12          | mérkőzés    |              | 3           | gól         |